# Mats Linder
För översättaren och författaren, se Mats Dannewitz Linder.
Per Mats Magnus Linder, född 30 november 1965 i Gärdserums församling, Östergötlands län, är en svensk journalist och författare, som sedan 2006 arbetar som politisk chefredaktör och ledarskribent på den oberoende moderata tidningen Gotlands Allehanda, då han efterträdde Rolf K. Nilsson.
Tidigare har Mats Linder varit moderat politiker i början av 1990-talet, bland annat som utredare. Han har skrivit Flygande besiktning på vägen till växt (2003) för Svenskt Näringsliv. Han var ledarskribent på Svenska Dagbladet juli 1997–februari 2000. Därefter var han ledarskribent och krönikör på Finanstidningen fram till februari 2002.
Mats Linder är bror till P.J. Anders Linder.